# CREAK
『CREAK』（クリーク）は、SixTONESの11作目のシングル。2023年8月30日にSony Music Labelsから発売。

## 概要
表題曲はメンバーの松村北斗が西畑大吾（なにわ男子）とW主演を務めるテレビ朝日系オシドラサタデー『ノッキンオン・ロックドドア』の主題歌。
初回盤A・Bのカップリングには、デビュー以降初となるメンバーのソロ曲が収録され、初回盤B特典DVDにはソロ楽曲制作のドキュメンタリー映像「Documentary of SixTONES Solo Project」が収録される。
通常盤収録の「Eye to Eye」は、メンバーが出演するロート製薬「目薬はロート」CMソングに起用されている。

### プロモーション
7月2日から4日に、SixTONES・なにわ男子双方の公式Instagramアカウントにて、ドラマで主演を務める松村・西畑がお互いのことを知っているかを確かめるクイズ企画「ノッキンオン・マツムラドア」「ノッキンオン・ニシハタドア」を開催。4日にSixTONES公式アカウントで公開された「ノッキンオン・マツムラドア　楽曲編」で西畑がSixTONESの楽曲をイントロクイズ形式で答える中で、未解禁であった本楽曲の音源が流れ、主題歌であることが発表された。
7月15日放送のニッポン放送『SixTONESのオールナイトニッポンサタデースペシャル』内にて、本楽曲が初解禁された。

## 収録曲
クレジット出典

### CD
- 特記なき限り6人での歌唱

#### 初回盤A
1. CREAK [4:13]
作詞：高木誠司、作曲：桑田健吾 / 高木誠司、編曲：桑田健吾、Peach
2. ガラス花 [5:42] - 松村北斗
作詞・作曲：アイナ・ジ・エンド[7]、編曲：河野圭
3. MUSIC IN ME [3:18] - 髙地優吾
作詞・作曲：Jamesy Minimal Fork / 源田爽馬、編曲：源田爽馬
  - 本人のリクエストによる日本語ラップ調の楽曲[7]
4. Never Ending Love [4:46] - ジェシー
作詞・作曲：堂本剛[7]、編曲：Gakushi

#### 初回盤B
1. CREAK
2. We can't go back [4:45] - 京本大我
作詞・作曲：Taiga Kyomoto、編曲：立山秋航（HIGHKICK）
  - 自身が7年前に制作した楽曲のアレンジ[7]
3. Love is... [3:13] - 森本慎太郎
作詞：EIGO（ONEly Inc.） / 平井大、作曲：平井大[7]、編曲：平井大、Haruhito Nishi（ONEly Inc.）
4. Sorry [3:00] - 田中樹
作詞：TSUGUMI、ラップ詞：Juri Tanaka、作曲：Willie Weeks / Ninos Hanna、編曲：Willie Weeks
  - 自身がラップ詞を手掛けた楽曲[7]

#### 通常盤
1. CREAK
2. Eye to Eye [3:20]
作詞：ONIGASHIMA、作曲・編曲：Josef Melin
3. WHY NOT [2:53]
作詞・作曲・編曲：原田卓也
4. こっから -Old School Breakin' Remix- [4:05]
作詞・作曲：SAEKI youthK、編曲：DJ Mass MAD Izm* / REO
5. CREAK -Instrumental-

### DVD

#### 初回盤A
1. CREAK -Music Video-
2. CREAK -Music Video Making-
3. CREAK -Music Video Solo Movie-

#### 初回盤B
1. Documentary of SixTONES Solo Project